# Paraprosceles
Paraprosceles is een geslacht van Phasmatodea uit de familie Diapheromeridae. De wetenschappelijke naam van dit geslacht is voor het eerst geldig gepubliceerd in 2004 door Chen & He.

## Soorten
Het geslacht Paraprosceles is monotypisch en omvat slechts de volgende soort:
- Paraprosceles micropterus Chen & He, 2004